# ちゃっきり金太 (テレビ番組)
『ちゃっきり金太』（ちゃっきりきんた）は、日本テレビ系列局で放送されていたコメディ番組である。カラー放送。日本テレビと東宝の共同製作。エースコックの一社提供。全13回。製作局の日本テレビでは1964年8月24日から同年11月30日まで、毎週月曜 19:00 - 19:30 （日本標準時）に放送。

## 概要
1937年に榎本健一主演で、1958年に三木のり平主演（前後編）で映画化された同名作品をコメディ番組化したものである。主演は落語家の古今亭志ん朝で、1937年版映画主演の榎本も本番組に「目明し」および「倉吉の親分」の役で出演していた。番組化にあたり、先の両映画で監督を務めていた山本嘉次郎は「原案」としてクレジットされることになった。

## 出演者
- ちゃっきり金太（主人公、スリ）：古今亭志ん朝
- 倉吉（目明し）：三代目江戸家猫八
- おつう（金太の愛人）：森山加代子
- 源兵衛：渡辺篤
- 西郷隆盛：太宰久雄
- 倉吉の親分：榎本健一
- 若水ヤエ子
- 南利明
- ほか

## スタッフ
- 原案：山本嘉次郎
- 脚本：野末陳平
- 演出：半沢文夫
- 音楽：西山登
- 制作：NTV（日本テレビ）、東宝

## ネット局
| 放送対象地域 | 放送局     | 系列           | 放送日時           | 備考       |
| ------------ | ---------- | -------------- | ------------------ | ---------- |
| 関東広域圏   | 日本テレビ | 日本テレビ系列 | 月曜 19:00 - 19:30 | 製作局     |
| 近畿広域圏   | 読売テレビ | 日本テレビ系列 | 金曜 18:15 - 18:45 | 遅れネット |